# هنری جان هاینز
هنری جان هاینز (به انگلیسی: Henry John Heinz) (زاده ۱۱ اکتبر ۱۸۴۴ - درگذشته ۱۴ مه ۱۹۱۹) کارآفرین، بازرگان و مخترع آمریکایی بود، که در سال ۱۸۶۹ شرکت صنایع غذایی هاینز را تأسیس کرد.
این شرکت هم‌اکنون روزانه هزاران تن از محصولات غذایی تولید شده خود را در شش قاره و در بیش از ۲۰۰ کشور به‌فروش می‌رساند. امروزه نشان تجاری هاینز، جزء ۱۵۰ برند شناخته‌شده در جهان می‌باشد.